# Preciados (banda)
Preciados fue una banda de pop rock nacida en Madrid en 2008. Su nombre hace alusión directa a la Calle Preciados de Madrid, lugar de encuentro y actuaciones callejeras de la banda durante años.
El conjunto se labró reconocimiento a nivel nacional con la edición de su primer disco Como la calle (2010), que contiene su primer y único sencillo de relevancia hasta la fecha, Otra oportunidad. Dicho tema hizo célebre a la banda gracias a su aparición durante el verano de 2010 como sintonía oficial de la Vuelta a España 2010. Fue nominado a los Premios 40 Principales en 2010 como artista revelación, galardón obtenido finalmente por Maldita Nerea, y posteriormente se produjo la incorporación de su sencillo Lucía al recopilatorio 40 Latino Vol. 4. Los mejores éxitos de la música latina (2011).

## Historia
La banda se forma en 2008, cuando Miguel Iglesias (guitarra, piano y voz) y Sergio Rojas (guitarra, armónica y voz), ambos estudiantes de música e influenciados por bandas inglesas de los 60 y 70 como Los Beatles, o conjuntos españoles como Cánovas, Rodrigo, Adolfo y Guzmán, deciden formar un proyecto personal con temas propios en el que destacasen las armonías vocales en castellano.
Gracias a un amigo común, conocen a Alejandro Riquelme y Héctor Navío, batería y bajista que completan el conjunto. Esta formación se ha mantenido sin cambios hasta la fecha.
Por medio de su representante, se ponen en contacto con Paco Martín -responsable del lanzamiento a la fama de bandas como El Canto del Loco, Pereza (banda) y Hombres G entre otros- quien apuesta ciegamente por el talento de los cuatro jóvenes, que finalmente pasan a formar parte del elenco de Universal Music Group.
Los días ensayando y recorriendo garitos, pasan sin pena ni gloria, hasta que les llega su primera gran oportunidad: una de sus canciones es presentada como la sintonía oficial de la Vuelta a España 2010. Este hecho les reportará un gran aumento de popularidad, apoyado por la programación regular de algunas de sus canciones en las principales radios del país y acompañado del creciente número de conciertos firmados durante todo el año 2010.

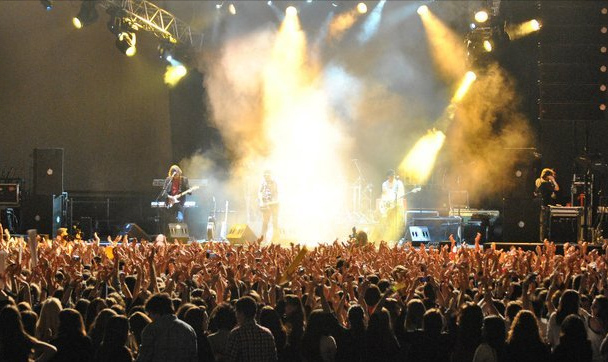
Palacio de Vistalegre 2011

Su anonimato termina definitivamente aquí. La aparición en grandes recintos como teloneros de Pereza (banda), Efecto Mariposa (banda), los veteranos Hombres G o los británicos McFly, les reportará una credibilidad en directo que su disco no alcanza a otorgarles, así como un constante incremento del número de fanes. También son dignas de mención, colaboraciones de algunos de sus miembros con artistas célebres como Dani Martín.
En la actualidad, los integrantes del grupo están trabajando en proyectos por separado, además de en su alter ego: The Chicken Band. Actúan como banda fija en La Cocina Rock Bar y su repertorio lo vertebran temas clásicos de la historia del rock. AC/DC, Led Zeppelin, The Who, The Kinks...
A su vez, diversos artistas tales como Rubén Pozo Prats, Bertín Osborne, Virginia Labuat, Nacho Scola o Juan Losada han contado o cuentan actualmente con su colaboración tanto en grabaciones de estudio como en actuaciones en directo.
Asimismo, son habituales sus cameos y colaboraciones con bandas coetáneas como  84, Almas Mudas, Sexy Zebras, Sin Rumbo, Mamy Tuna o Sparkle Gross (cuyo cantante forma parte ocasionalmente de la Chicken Band), conjuntos de estilo similar con quienes guardan estrecha amistad.
En las Navidades de 2011 y 2012 se suceden actuaciones de los integrantes como instrumentistas en las galas de las principales cadenas televisivas. Pero no es hasta 2013 cuando Sergio Rojas logra su puesto actual entre los músicos del programa 'Qué tiempo tan feliz' de Telecinco el cual no supondrá su único paso por la cadena, ya que en octubre del mismo año comienza su andadura en la versión española del programa televisivo The Voice, formando parte del equipo de Malú. De la misma forma, encuentra su lugar entre la banda en directo del musical 'La llamada' de Javier Calvo y Javier Ambrossi. Pero no es el único en pasar del género televisivo al teatral. También en 2013, Alejandro Riquelme es fichado por Smedia para formar parte de la banda del esperado musical de los Hombres G 'Marta tiene un marcapasos'.

## Influencias de su primer álbum

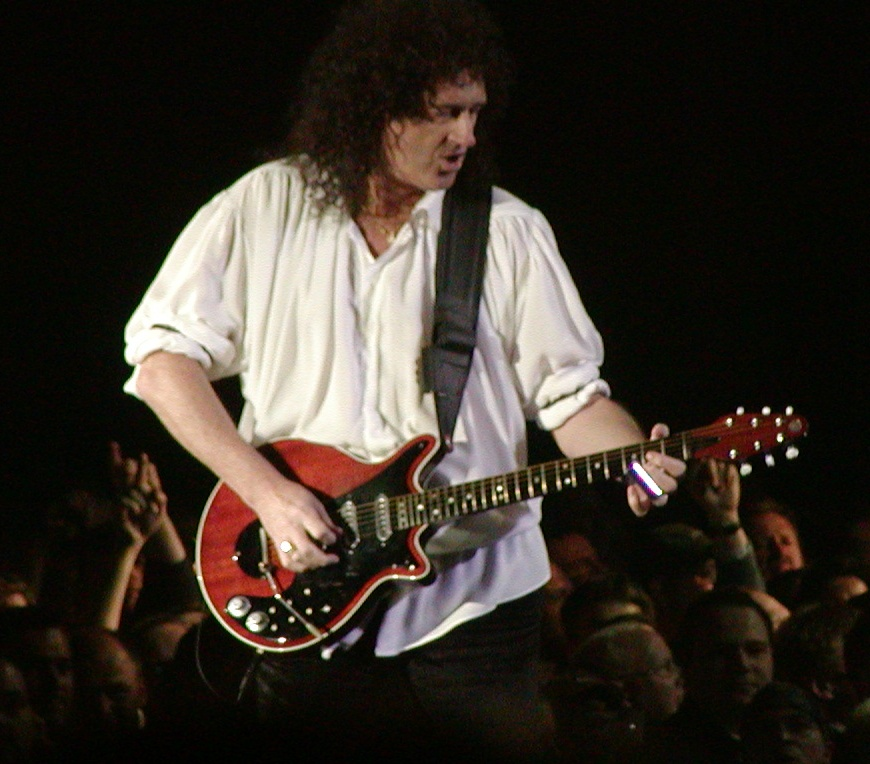
Queen, 2005

Claros deudores de los años 60 y 70, su primer LP deja entrever la influencia de discos como el Rubber Soul de The Beatles en temas como Maldito Corazón o Lucía, o la fiereza de unos jóvenes Queen en su A Day at the Races con temas como Rienda suelta, cuya intro recuerda irremediablemente a Tie Your Mother Down.
Aunque, en menor medida, sus canciones desprenden también el influjo de sonidos actuales, con reminiscencias a John Mayer en las guitarras de Quiero recordarte, o ritmos garageros que recuerdan a The Strokes en la explosiva Despacio.
Los cuatro miembros se declaran en su primer trabajo deudores de bandas patrias como Topo, Asfalto, M Clan o Pereza, tratando de seguir y ampliar una senda que con esfuerzo todos ellos han ido trazando.

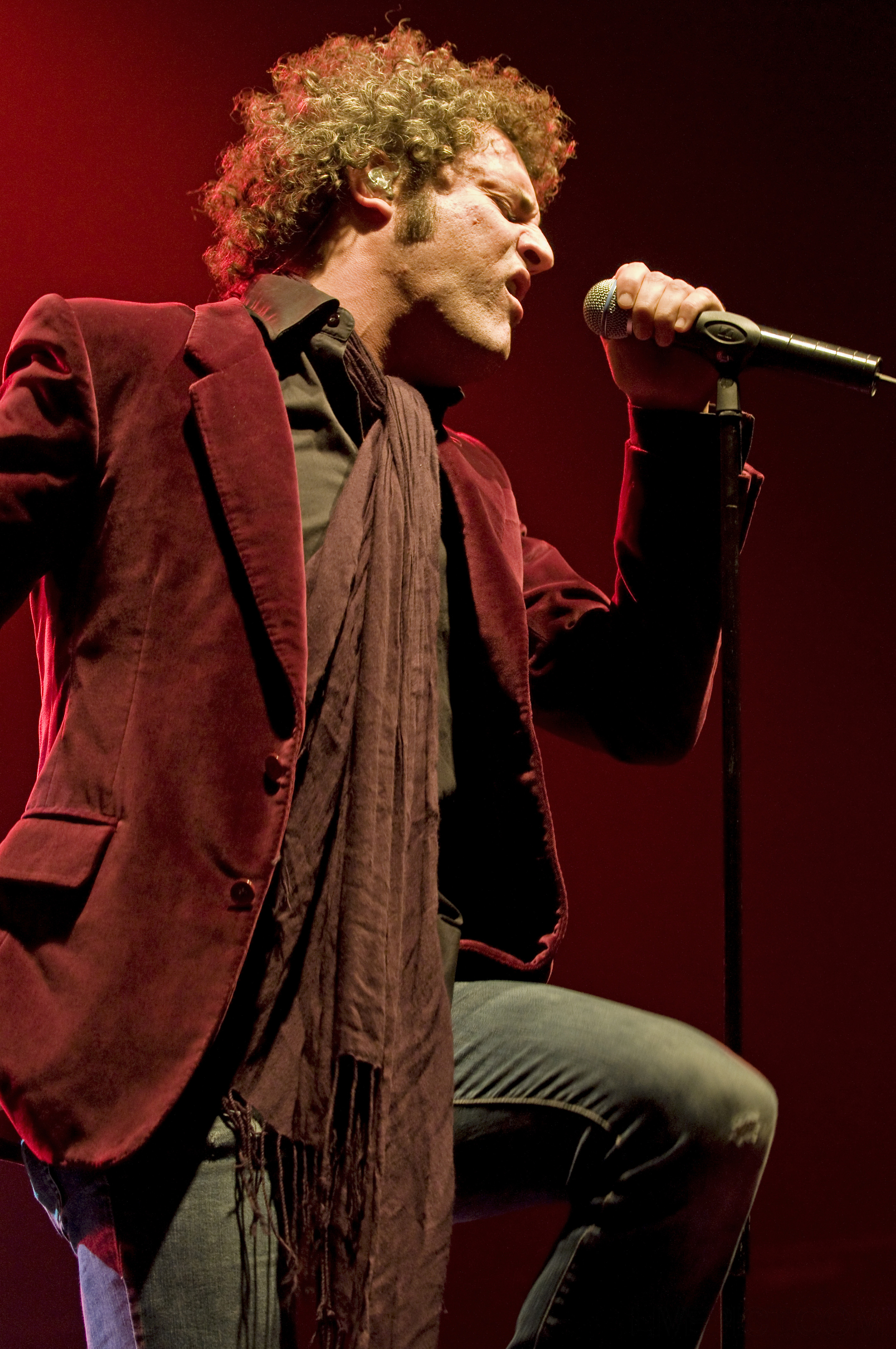
M-Clan, 2008

En materia de letras, quizás la banda aun demuestra una cierta inmadurez compositiva, en parte fruto de su juventud, en parte condicionada por caprichos de una industria cuyas leyes aún no asimilan.
Sus composiciones se dividen en dos vertientes: las referentes al amor y las dedicadas a la crítica social.
En el primer bloque destacan los versos de Quiero recordarte o París, en las que se atisban destellos de un genio compositivo aún en desarrollo, entremezclando metáforas inspiradas en el romanticismo de Bécquer o la sencillez de un inspirado Hilario Camacho.

## Discografía
Como La Calle (2010)

### Álbumes
- Como la calle (2010)

### Sencillos
- "Otra Oportunidad" (digital) (18 de julio de 2010) #27 40 Principales
- "Si No Estás Tú" (digital) (11 de diciembre de 2010)
- "Lucía" (digital) (12 de mayo de 2011)